# Jan Gyllenbok
Jan Gyllenbok, ursprungligen Svensson, född 12 november 1963 i Sånahusen, Esarps socken i Skåne, är en svensk fackboksförfattare och entreprenör.

## Biografi
Gyllenbok växte upp i Sånahusen utanför Lund. Efter gymnasiestudier vid Polhemskolan, Lund, studerade han vid Lunds tekniska högskola och Lunds universitet. 

## Yrkesbana
Gyllenbok startade 1987, tillsammans med Roland Bengtsson, Carl-Henric Nilsson, Håkan Nordahl, Göran Nordh och Anders Rylander, ett av de första företagen (Altostrat) vid forskningsbyn Ideon i Lund. Altostrat arrangerade bland annat ett Robotsymposium året efter med drygt 150 deltagare. Gyllenbok arbetade, i eget företag, under mer än 15 år med rekrytering och som organisationskonsult. Gyllenbok var delägare och partner i Sigma Management Partner mellan åren 1998 och 2001. Mellan 2004 och 2006 var Gyllenbok regionchef för Arbetslivstjänster. 

## Fackboksförfattare
Som fackboksförfattare har Gyllenbok bland annat gett ut böcker om muntlig presentation och mötesteknik. Hans intresse för  ideella organisationer lade också grunden för en bok om ideella föreningar i Sverige.
Under 2018 publicerade Gyllenbok en encyklopedi om historisk metrologi i tre delar.

## Varia
Gyllenbok var under studietiden i Lund bland annat stationschef för två olika studentradiokanaler, RadioMaskin och Radio LuSyFör.
Gyllenbok initierade i september 1992, tillsammans med Birger Bergh och Jan Raneke, bildandet av det tvärvetenskapliga samfundet Societas Ad Sciendum. Som mest hade sammanslutningen drygt 150 ledamöter. Sällskapets verksamhet upphörde i början av 2002.
Under våren 2007 tog han initiativet att i Malmö inrätta ett personmuseum om folkbildningsivraren Oscar Olsson.

## Böcker i urval
- Stora mötesboken Tillsammans med Anders Byström (2015).
- Ord till tusen - inspirationsbok om ordkunskap, ordbildning och ordanvändning i det svenska språket 4:e uppl. (2015).
- Bättre möten - om mötestyper i ideella organisationer Nr 2 i Oscar Olsson Museets Skriftserie (2013).
- Bildning - då och nu Nr 1 i Oscar Olsson Museets Skriftserie (2013) Såsom redaktör.
- Matrikel s.137-260 i Stora Amaranther Ordens Skånska Loge 1811-2011 (2010) Redaktör Gert Jeppsson.
- I gott sällskap: om sällskapslivet i Sverige (2008)
- Muntlig Presentation Tillsammans med Sofia Modigh. Illustrationer av Hans Lindström. (2008)
- Encyclopaedia of Historical Metrology, Weights, and Measures Volume 1, 678 sidor, Birkhäuser Basel, Series: Science Networks. Historical Studies, Vol. 56 (2018), ISBN  978-3-319-57596-4
- Encyclopaedia of Historical Metrology, Weights, and Measures Volume 2, 969 sidor, Birkhäuser Basel, Series: Science Networks. Historical Studies, Vol. 57 (2018) ISBN  978-3-319-66690-7
- Encyclopaedia of Historical Metrology, Weights, and Measures Volume 3, 918 sidor, Birkhäuser Basel, Series: Science Networks. Historical Studies, Vol. 58 (2018) ISBN  978-3-319-66711-9